# Levél
Levél je vas na Madžarskem, ki upravno spada pod podregijo Mosonmagyaróvári Županije Győr-Moson-Sopron.